# Micragrotis strigibasis
Micragrotis strigibasis är en fjärilsart som beskrevs av George Francis Hampson 1902. Micragrotis strigibasis ingår i släktet Micragrotis och familjen nattflyn. Inga underarter finns listade i Catalogue of Life.